# Cheilosia kunashirica
Cheilosia kunashirica är en tvåvingeart som först beskrevs av Violovitsh 1956.  Cheilosia kunashirica ingår i släktet örtblomflugor, och familjen blomflugor. Inga underarter finns listade i Catalogue of Life.